# Giochi della XXIII Olimpiade
I Giochi della XXIII Olimpiade (in inglese: Games of the XXIII Olympiad), noti anche come Los Angeles 1984, si sono svolti a Los Angeles, negli Stati Uniti d'America, dal 28 luglio al 12 agosto 1984. Caratteristica dei giochi fu il boicottaggio, quattro anni dopo quello americano a Mosca 1980, dei paesi del Blocco sovietico (ad eccezione della Romania, la quale partecipò regolarmente a tutte le competizioni tranne il torneo di calcio, a cui rinunciò nonostante la qualificazione ottenuta sul campo).
Vi parteciparono 6829 atleti in rappresentanza di 140 paesi. La "stella" dei Giochi fu Carl Lewis che emulò Jesse Owens vincendo quattro ori nell'atletica (100, 200, lungo e staffetta 4x100). Fu la passerella degli atleti Usa con Edwin Moses (400 hs), Joan Benoit (maratona), Valerie Brisco-Hooks (200) e Evelyn Ashford (100), Rick Carey (100 e 200 dorso), Greg Louganis (trampolino e piattaforma), Michael Jordan (basket) e Mary Lou Retton (ginnastica). Tra i vincitori di bandiera diversa, Daley Thompson (Regno Unito) nel decathlon, Saïd Aouita (Marocco) nei 5000 e l'italiano Alberto Cova nei 10000.
Assente dal 1948, la Cina fu autrice di un brillante ritorno con un bottino di 32 medaglie (di cui 15 ori).

## Assegnazione
La XXIII edizione dei Giochi olimpici estivi fu assegnata all'unica città candidata, ossia Los Angeles, durante l'80ª sessione del CIO tenutasi il 18 maggio 1978 ad Atene. Los Angeles fu quindi la prima e finora l'unica città americana ad avere ospitato due edizioni differenti dei Giochi olimpici estivi. Curioso il fatto che anche quasi cinquant'anni prima, quando la X Olimpiade dell'Era Moderna fu per la prima volta assegnata alla città californiana, essa fu, come anche in questo caso, l'unica città a presentare la candidatura.
| Città       | Nazione     | Votazione                                                                        |
| ----------- | ----------- | -------------------------------------------------------------------------------- |
| Los Angeles | Stati Uniti | Unanime                                                                          |
| Tehran      | Iran        | Annullamento dell'offerta a causa di problemi di sicurezza causati dalle rivolte |

## Sviluppo e preparazione

### Sedi di gara

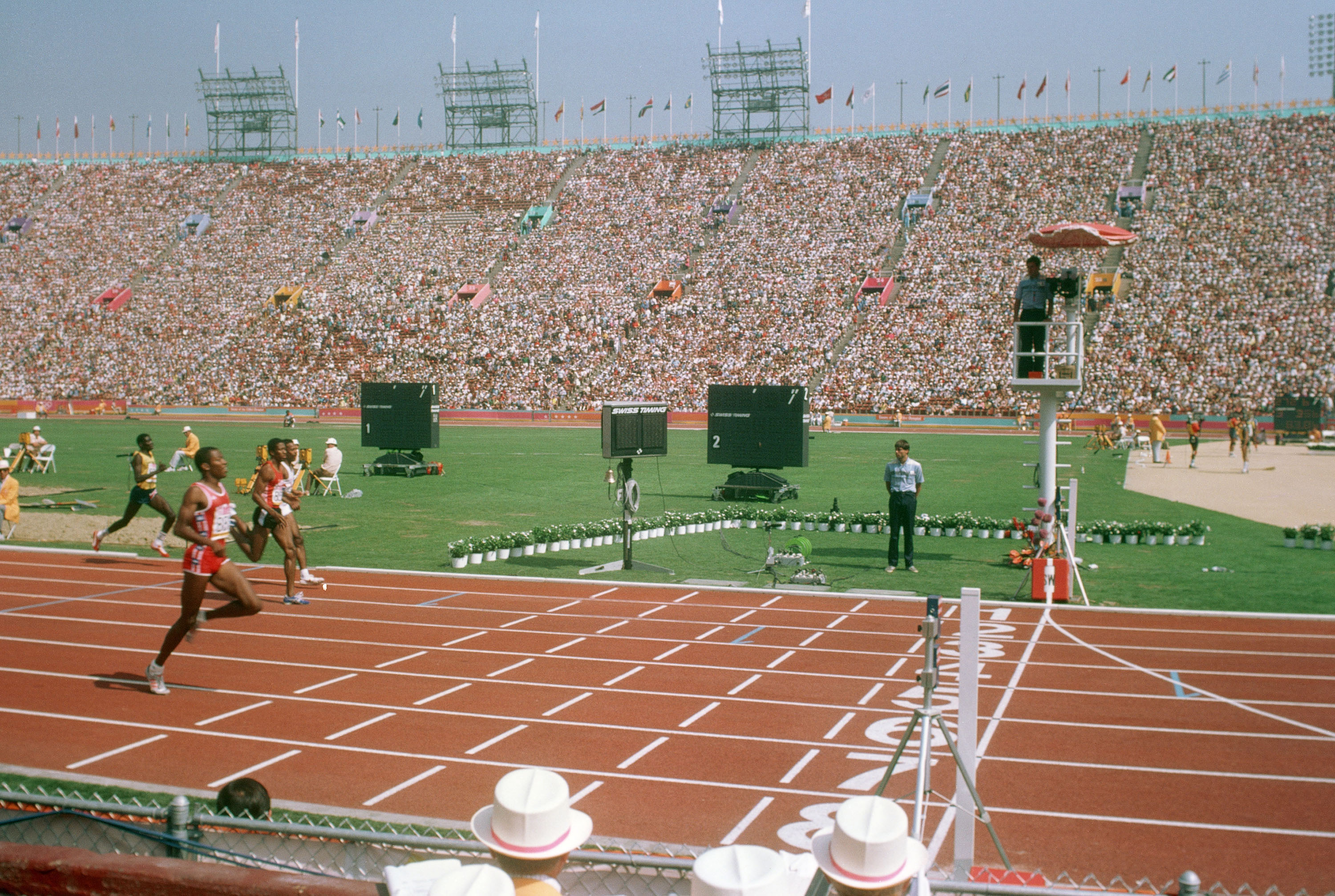
La gara dei 400m al Los Angeles Memorial Coliseum

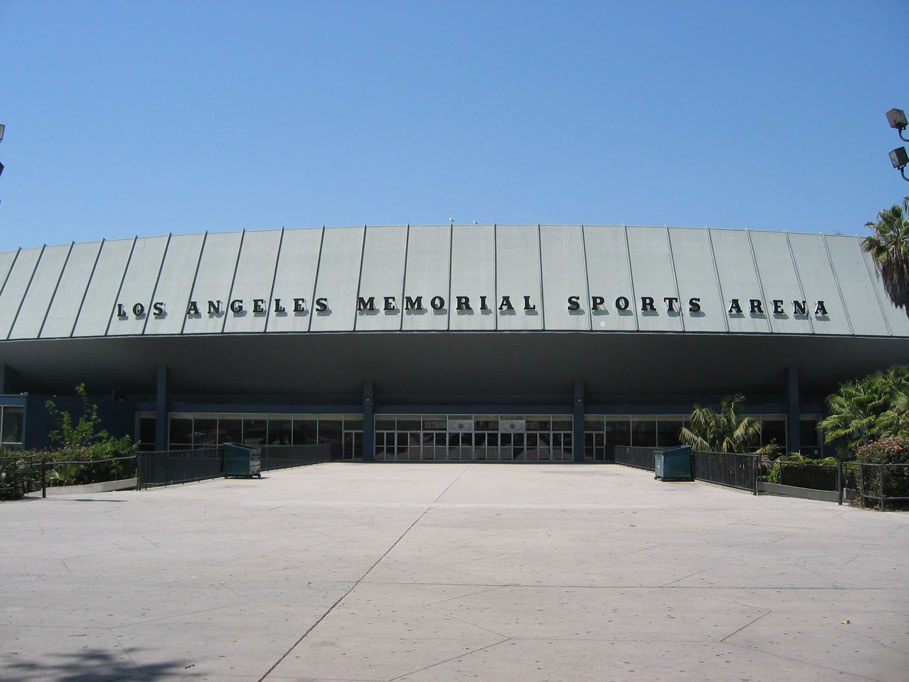
Il Los Angeles Memorial Sports Arena

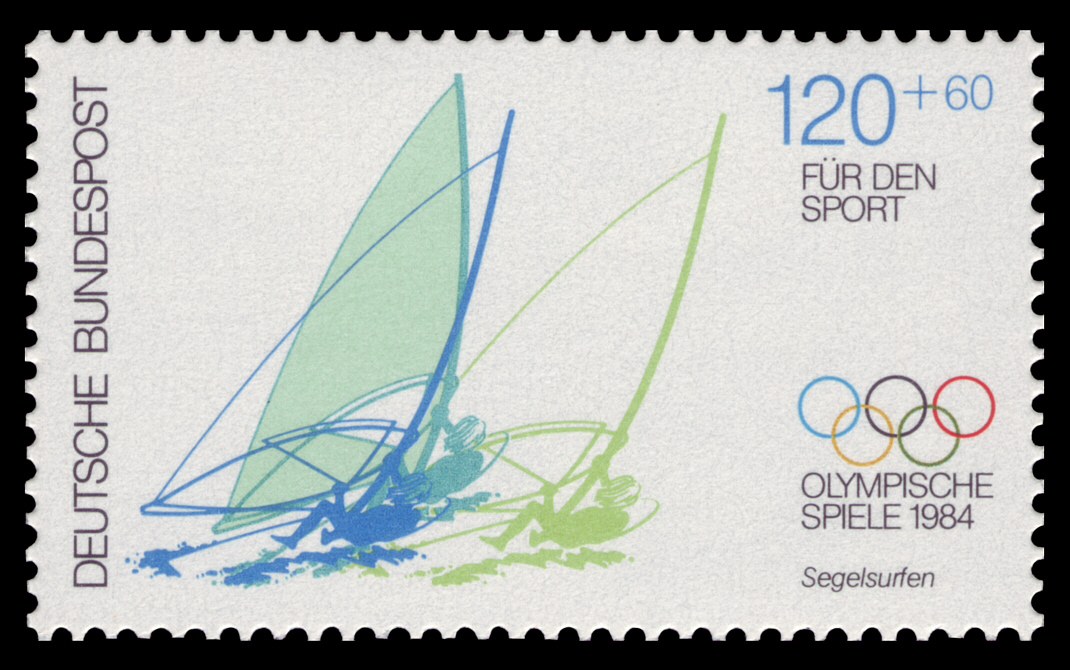
Francobollo della Germania Occidentale emesso in occasione dell'Olimpiade del 1984

Il comitato organizzatore della XXIII Olimpiade limitò al minimo indispensabile le spese per nuove strutture: l'unico impianto sportivo costruito per l'occasione fu la piscina McDonald, ubicata all'interno dell'Università della California. Il Memorial Coliseum (già sede dei Giochi del ‘32), adeguatamente ristrutturato, ospitò le gare di atletica e le cerimonie di apertura e chiusura.

#### Los Angeles
- Los Angeles Memorial Coliseum - Apertura / chiusura cerimonie, Atletica
- Los Angeles Memorial Sports Arena - Pugilato
- Dodger Stadium - Baseball
- Pauley Pavilion - Ginnastica
- Gersten Pavilion - Sollevamento pesi
- Eagle's Nest Arena - Judo
- Olympic Swim Stadium - Nuoto, Tuffi, Nuoto sincronizzato
- Los Angeles Tennis Center - Tennis
- Villaggio Olimpico
- Strade di Los Angeles - Maratona

#### California Meridionale
- El Dorado Park, Long Beach, California - Tiro con l'arco
- Lago Casitas, California - Canoa, Canottaggio
- Velodromo Olimpico, California State University, Dominguez Hills, Carson, California - Ciclismo (pista)
- Mission Viejo, Contea di Orange, California - Ciclismo (corsa su strada individuale)
- Santa Anita Park, Arcadia - Equitazione
- Long Beach Convention e Entertainment Center, Long Beach, California - Scherma
- Rose Bowl, Pasadena, California - Calcio (finale)
- Weingart Stadium, Monterey Park, California - Hockey su prato
- Coto de Caza, Contea di Orange, California - Pentathlon Moderno (scherma, equitazione, corsa, tiro)
- Long Beach, California - Pallavolo
- The Forum, Inglewood, Contea di Los Angeles, California - Pallacanestro
- Raleigh Runnels Memorial Pool, Università Pepperdine, Malibù, California - Pallanuoto
- Anaheim Convention Center, Anaheim, California - Pugilato
- Long Beach Litorale Marina, Long Beach, California - Vela
- California State Route 91 - Ciclismo (cronometro a squadre su strada)
- Heritage Park Aquatic Center - Pentathlon moderno (nuoto)
- Santa Monica College - Atletica (maratona start)
- Santa Monica - Atletica (maratona)
- Prado Olympic Shooting Park - tiro

#### Altre sedi
- Harvard Stadium, Università di Harvard, Boston, Massachusetts - Preliminari di calcio
- Navy-Marine Corps Memorial Stadium, United States Naval Academy, Annapolis, Maryland - Preliminari di calcio
- Stanford Stadium, Stanford University, Stanford (California) - Preliminari di calcio

### Simboli

#### Torcia

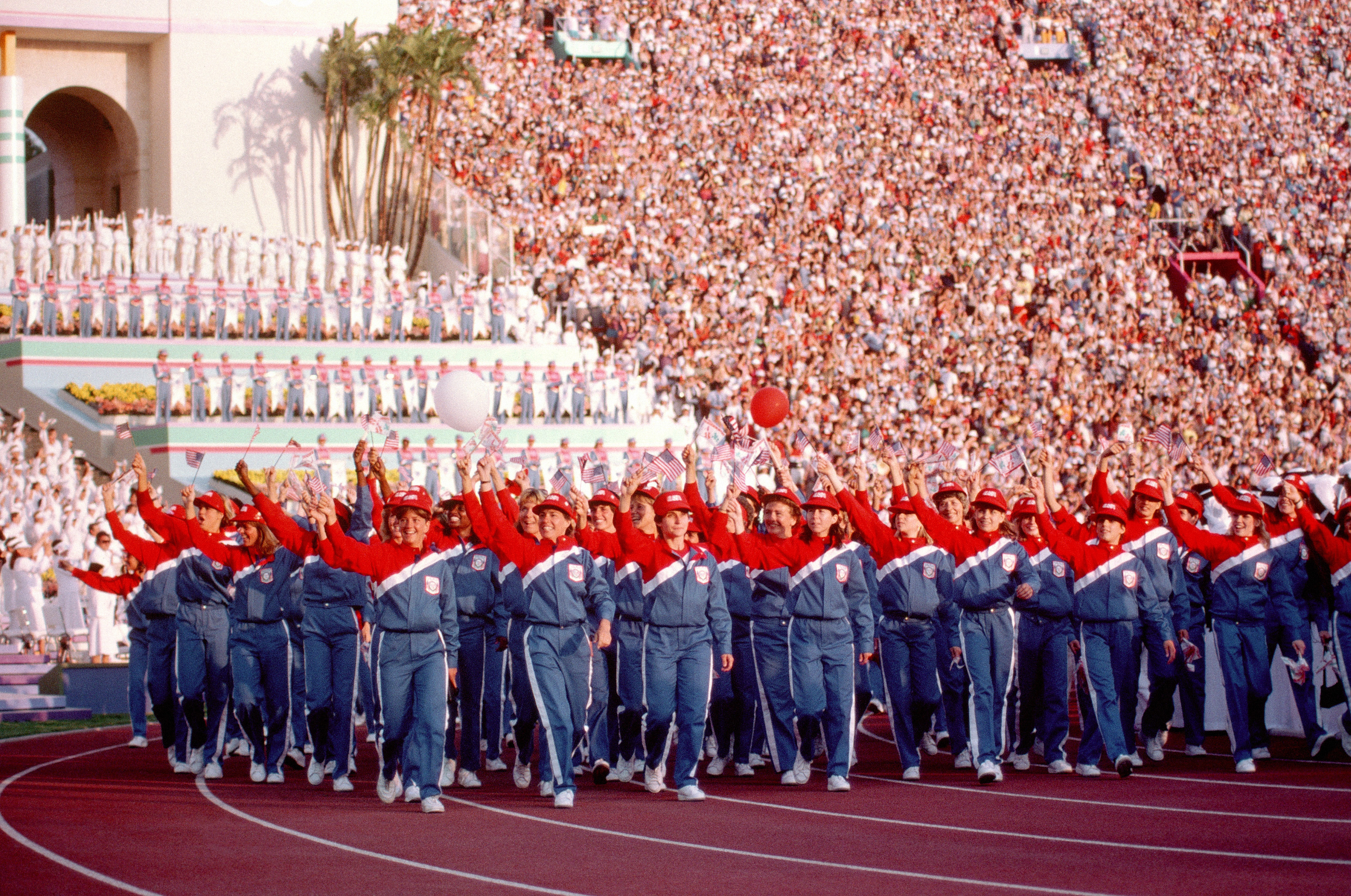
La squadra statunitense durante la cerimonia d'apertura.

La staffetta della torcia olimpica di questa edizione partì da New York e si concluse a Los Angeles, attraversando 33 stati degli Stati Uniti d'America e Washington. Il percorso coprì più di 15.000 km coinvolgendo 3.616 corridori. La nipote di Jesse Owens, Gina Hemphill, portò la torcia all'interno del Los Angeles Memorial Coliseum durante la cerimonia di apertura e, dopo un giro di campo, la porse all'ultimo tedoforo Rafer Johnson, vincitore della medaglia d'oro nel decathlon a Roma 1960. Questi accese infine i cinque anelli del logo olimpico, dando inizio ai Giochi della 23ª Olimpiade. La torcia fu inserita nel calderone in cima al peristilio e rimase accesa per tutta la durata della manifestazione.

#### Inno
Il tema ufficiale, "Olympic Fanfare and Theme", fu composto da John Williams e valse al compositore un Grammy Award. Al singolo segui un album in cui artisti musicali popolari come Quincy Jones, Christopher Cross, Philip Glass e Giorgio Moroder interpretarono dei brani a tema sportivo composti apposta per l'occasione.
Durante l'accensione del braciere olimpico venne riprodotto The Olympian, composto da Philip Glass.
Il compositore brasiliano Sérgio Mendes incluse nel suo album Confetti una canzone speciale per i Giochi intitolata "Olympia".
In occasione della cerimonia di chiusura Lionel Richie eseguì una versione di 9 minuti del suo singolo All Night Long.

## I Giochi

### Paesi partecipanti

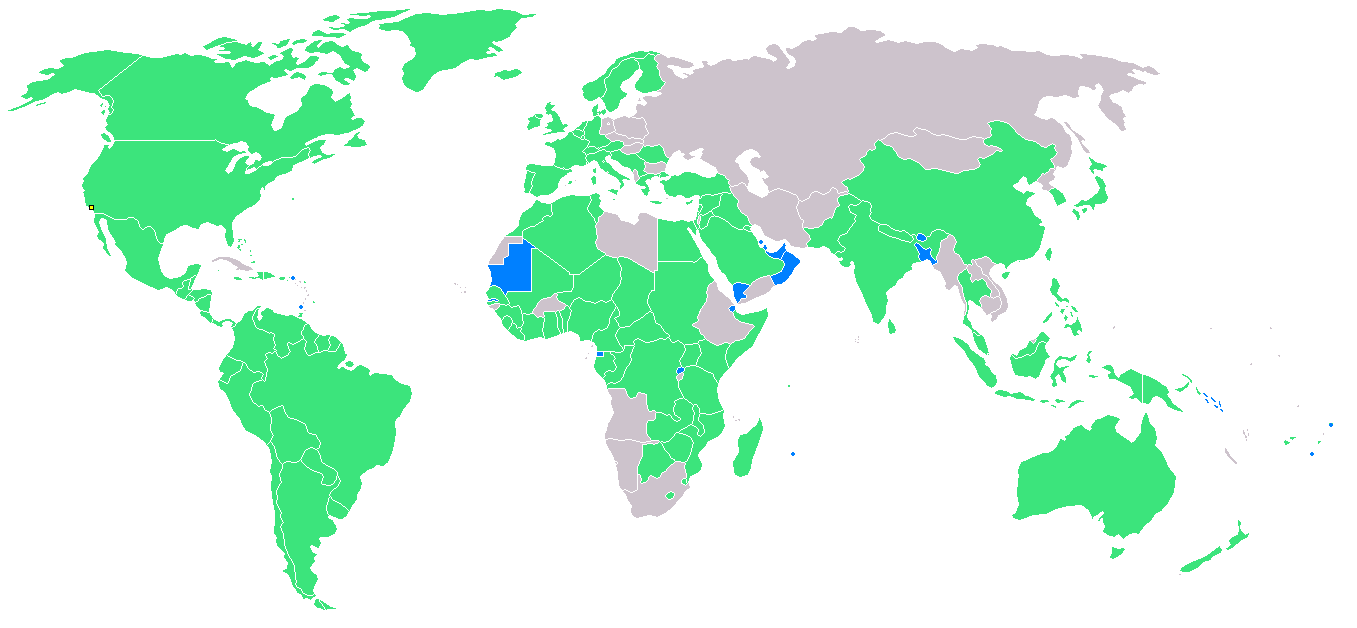
Nazioni partecipanti.

140 nazioni gareggiarono ai Giochi Olimpici di Los Angeles. Fecero la loro prima apparizione olimpica: Bahrein, Bangladesh, Bhutan, Emirati Arabi Uniti, Gibuti, Gambia, Grenada, Guinea Equatoriale, Isole Salomone, Isole Vergini britanniche, Mauritania, Mauritius, Oman, Qatar, Ruanda, Samoa, Tonga e Yemen. La Repubblica Popolare di Cina tornò ai Giochi olimpici dopo una assenza durata oltre 30 anni: la sua ultima apparizione era stata all'Olimpiade del 1952.
L'Unione Sovietica e gli altri stati del Patto di Varsavia, insieme ad altri stati comunisti, boicottarono i Giochi olimpici del 1984 in risposta al boicottaggio americano dei Giochi di Mosca del 1980. Solo tre paesi socialisti non aderirono al boicottaggio: la Jugoslavia (allora leader dei paesi non allineati, che lo stesso anno organizzò i Giochi olimpici invernali), la Cina e la Romania. Il fatto che quest'ultima, un paese del Patto di Varsavia, scelse di competere nonostante le richieste sovietiche portò ad una calda accoglienza della squadra rumena da parte degli Stati Uniti. La Romania vinse in questa olimpiade 53 medaglie, di cui 20 ori, andando al secondo posto nel medagliere dopo gli USA.
Questo è l'elenco delle nazioni partecipanti. Il numero di atleti per nazione è indicato tra parentesi:
- Algeria (32)
- Andorra (2)
- Antigua e Barbuda (13)
- Antille Olandesi (8)
- Arabia Saudita (40)
- Argentina (87)
- Australia (246)
- Austria (102)
- Bahamas (22)
- Bahrein (10)
- Bangladesh (1)
- Barbados (15)
- Belgio (67)
- Belize (11)
- Benin (3)
- Bermuda (11)
- Bhutan (7)
- Birmania (1)
- Bolivia (13)
- Botswana (7)
- Brasile (151)
- Camerun (49)
- Canada (439)
- Ciad (3)
- Cile (57)
- Cina (219)
- Cipro (10)
- Colombia (37)
- Congo-Brazzaville (10)
- Corea del Sud (204)
- Costa d'Avorio (12)
- Costa Rica (28)
- Danimarca (63)
- Ecuador (10)
- Egitto (114)
- El Salvador (10)
- Emirati Arabi Uniti (7)
- Figi (15)
- Filippine (20)
- Finlandia (88)
- Francia (243)
- Gabon (4)
- Gambia (8)
- Germania Ovest (394)
- Ghana (8)
- Giamaica (45)
- Giappone (247)

- Gibuti (3)
- Giordania (12)
- Gran Bretagna (338)
- Grecia (51)
- Grenada (7)
- Guatemala (24)
- Guinea (13)
- Guinea Equatoriale (5)
- Guyana (6)
- Haiti (4)
- Honduras (12)
- Hong Kong (48)
- India (48)
- Indonesia (16)
- Iraq (24)
- Irlanda (43)
- Islanda (32)
- Isole Cayman (8)
- Isole Salomone (3)
- Isole Vergini Americane (33)
- Isole Vergini Britanniche (9)
- Israele (31)
- Italia (305)
- Jugoslavia (143)
- Kenya (60)
- Kuwait (23)
- Lesotho (4)
- Libano (21)
- Liberia (9)
- Liechtenstein (7)
- Lussemburgo (5)
- Madagascar (4)
- Malawi (15)
- Malaysia (21)
- Mali (4)
- Malta (8)
- Marocco (40)
- Mauritania (4)
- Mauritius (4)
- Messico (99)
- Monaco (8)
- Mozambico (9)
- Nepal (11)
- Nicaragua (25)
- Niger (3)
- Nigeria (33)
- Norvegia (104)

- Nuova Zelanda (130)
- Oman (16)
- Paesi Bassi (127)
- Pakistan (29)
- Panama (8)
- Papua Nuova Guinea (7)
- Paraguay (14)
- Perù (38)
- Porto Rico (51)
- Portogallo (39)
- Qatar (27)
- Rep. Centrafricana (2)
- Rep. Dominicana (39)
- Romania (125)
- Ruanda (3)
- Samoa (8)
- San Marino (19)
- Senegal (24)
- Seychelles (9)
- Sierra Leone (7)
- Singapore (5)
- Siria (7)
- Somalia (7)
- Spagna (185)
- Sri Lanka (4)
- Stati Uniti (615)
- Sudan (5)
- Suriname (9)
- Svezia (176)
- Svizzera (129)
- Swaziland (8)
- Taipei cinese (59)
- Tanzania (18)
- Thailandia (35)
- Togo (6)
- Tonga (7)
- Trinidad e Tobago (16)
- Tunisia (23)
- Turchia (47)
- Uganda (26)
- Uruguay (19)
- Venezuela (26)
- Yemen del Nord (2)
- Zaire (8)
- Zambia (16)
- Zimbabwe (16)

#### Boicottaggio

I Paesi che non hanno preso parte ai Giochi: in blu scuro quelli che aderirono al boicottaggio; in verde acqua, quelli che non parteciparono per altri motivi.

Quattordici nazioni aderirono al boicottaggio Sovietico dei Giochi olimpici del 1984 in risposta al boicottaggio statunitense dell'Olimpiade precedente.
L'Unione Sovietica annunciò la sua intenzione di boicottare i Giochi di Los Angeles l'8 maggio 1984. Sei nazioni la seguirono inizialmente: la Bulgaria, la Germania Est, la Mongolia, il Vietnam, il Laos e la Cecoslovacchia. La Repubblica Popolare Cinese confermò invece la sua presenza alle Olimpiadi.
L'Afghanistan fu l'ottava nazione a boicottare i Giochi del 1984. L'Ungheria e la Polonia seguirono gli altri stati filosovietici rispettivamente il 16 e il 17 maggio. L'Ungheria si giustificò dicendo che la vita dei suoi atleti sarebbe stata messa in pericolo se avessero perso del tempo con i Giochi di Los Angeles; la Polonia disse che gli Stati Uniti erano impegnati in una "campagna volta a disturbare i Giochi" e l'Unione Sovietica, aggiunse che la Casa Bianca era decisa a consentire qualsiasi possibile massacro degli atleti sovietici nei loro appartamenti: La Romania fu quindi l'unica nazione comunista filosovietica a partecipare.
Anche Cuba aderì al boicottaggio il 24 maggio. La dodicesima nazione fu lo Yemen del Sud, seguito poi dalla Corea del Nord  Radio Mosca annunciò anche la decisione dell'Angola di boicottare gli imminenti Giochi olimpici; essa fu, dopo l'Etiopia, il secondo stato africano che boicottò i giochi di Los Angeles.
L'Iran decise di boicottare i giochi a causa di una "eccessiva interferenza degli Stati Uniti nel Medio Oriente e come suo sostegno per il regime che occupava Gerusalemme e dei crimini commessi dagli Stati Uniti in America Latina, in particolare in El Salvador"..
Annunciando le sue intenzioni l'8 maggio 1984, l'Unione Sovietica citò problemi di sicurezza e dichiarò anche che "sentimenti sciovinisti e una cosiddetta isteria anti-sovietica erano ormai troppo diffusi negli Stati Uniti". Un funzionario americano disse che il paese aveva ignorato i commenti sovietici nelle settimane e che, a dispetto di tutte le indicazioni, l'America era "assolutamente sbalordita" dallo sprezzante commento sovietico. Molti giustificarono il boicottaggio sovietico come una ritorsione contro il boicottaggio statunitense dei Giochi olimpici russi del 1980.
Tra coloro che accreditarono l'ipotesi della vendetta vi fu Peter Ueberroth, il principale organizzatore dei Giochi di Los Angeles, il quale espresse le sue opinioni in una conferenza stampa dopo l'annuncio ufficiale del boicottaggio, il giorno stesso in cui la torcia olimpica arrivò negli Stati Uniti e partì da New York.
Anche il Burkina Faso, guidato da Thomas Sankara, decise di non partecipare ai giochi, con l'intenzione di prendere le distanze dagli atleti inglesi, accusati di aver partecipato ad una partita di rugby nel Sudafrica dell'apartheid.
Ecco di seguito l'elenco delle nazioni boicottatrici (da segnalare il fatto che l'Iran e la Libia non aderirono al boicottaggio sovietico, ma non presero parte ai Giochi per motivi politici):
- Afghanistan
- Albania
- Angola
- Bulgaria
- Burkina Faso
- Cecoslovacchia
- Corea del Nord

- Cuba
- Etiopia
- Germania Est
- Iran
- Laos
- Libia

- Mongolia
- Polonia
- Ungheria
- Unione Sovietica
- Vietnam
- Yemen del Sud

### Discipline
Gli sport presenti furono i seguenti:
| - Atletica leggera - Baseball - Calcio - Canoa/kayak - Canottaggio - Ciclismo - Equitazione - Ginnastica - Hockey su prato | - Judo - Lotta - Sport acquatici - Nuoto - Nuoto sincronizzato - Pallanuoto - Tuffi - Pallacanestro - Pallamano | - Pallavolo - Pentathlon moderno - Pugilato - Scherma - Tennis - Sollevamento pesi - Tiro - Tiro con l'arco - Vela |

### Cerimonia d'apertura

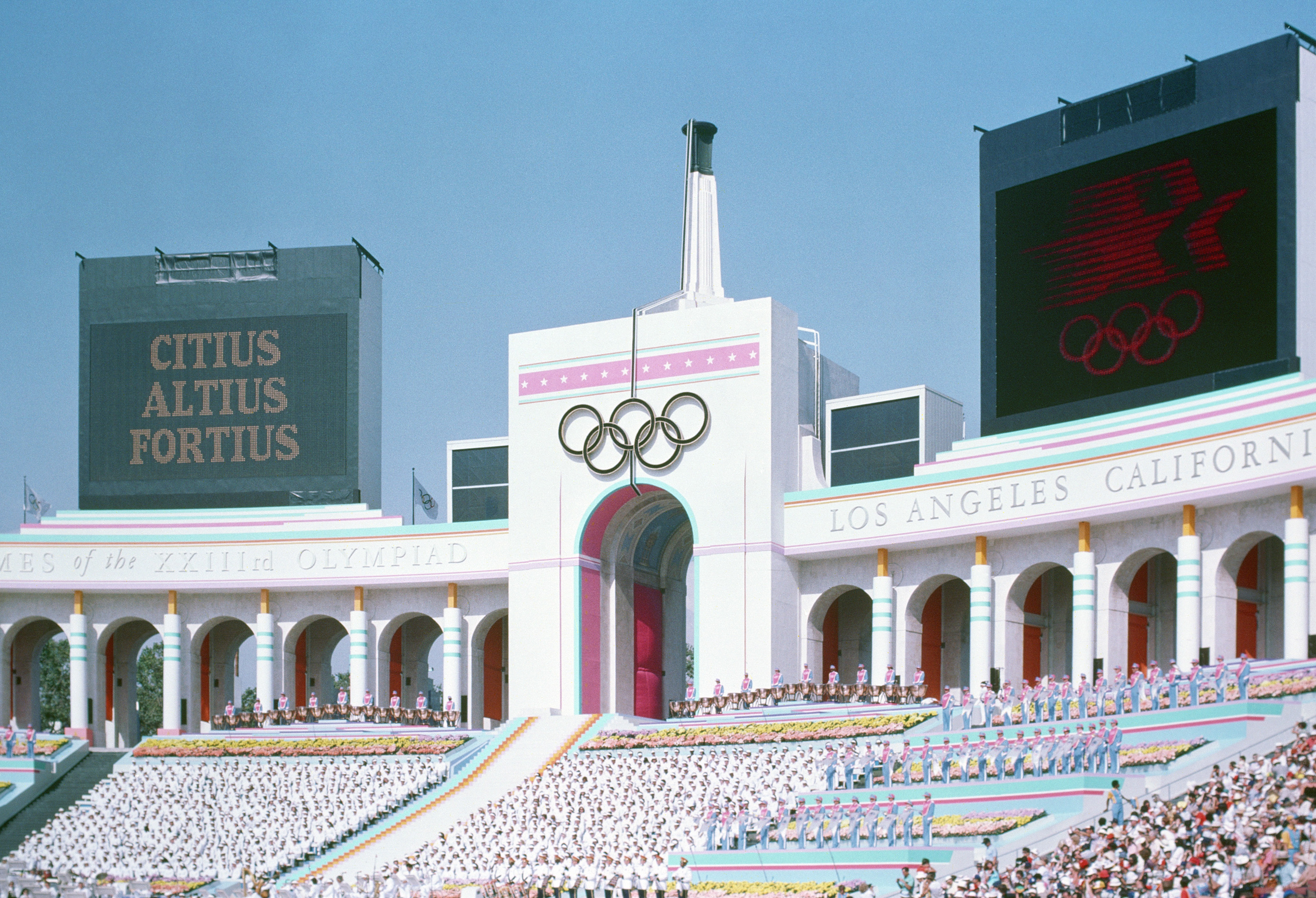
Il Los Angeles Memorial Coliseum durante la cerimonia di apertura della XXIII Olimpiade.

La cerimonia di apertura dei Giochi di Los Angeles '84 fu una chiara risposta alla precedente cerimonia di apertura della passata edizione olimpica russa, che gli USA avevano boicottato. Inizialmente fu contattata la Disney, ma le divergenze di idee portarono il Comitato Organizzatore a scegliere dei professionisti di Hollywood e in poco tempo venne realizzato un musical che raccontava la storia degli Stati Uniti d'America attraverso i secoli e la musica.
La cerimonia si svolse al Los Angeles Memorial Coliseum, dove si era già tenuta la cerimonia dell'edizione di Los Angeles 1932 e che divenne quindi il primo stadio a ospitare due edizioni diverse dei Giochi olimpici. Lo spettacolo iniziò quando al centro dello stadio comparve una gigantesca scritta umana che formava la parola "Welcome" ("Benvenuti"). Vennero poi liberati nell'aria palloncini colorati ed entrò nello stadio un uomo a razzo, come a voler ricordare il primo uomo a sbarcare sulla Luna. In seguito fece il suo ingresso il presidente degli Stati Uniti Ronald Reagan sul sottofondo dell'inno nazionale americano. Iniziò quindi il grande spettacolo sulla civiltà americana composto da diversi segmenti che raccontavano la storia degli USA dal XIX secolo al dopoguerra, per una durata totale di quasi un'ora.
Dopo il finale, che vide la formazione di una gigantesca bandiera degli Stati Uniti umana, iniziò la tradizionale Parata delle Nazioni. Come vuole la tradizione la Grecia entrò per prima e gli Stati Uniti, paese ospitante, entrarono per ultimi. Quando tutti gli atleti si furono sistemati il presidente Reagan dichiarò ufficialmente aperti i XXIII Giochi olimpici dell'era moderna. Seguì poi la tradizionale entrata della bandiera olimpica nello stadio e il suo innalzamento sul sottofondo dell'inno olimpico. Quando la bandiera fu issata vennero liberati nell'aria 4000 piccioni viaggiatori. L'entrata della torcia nello stadio fu invece caratterizzata dal sottofondo della canzone The Olympian del compositore Philip Glass. 
All'accensione del calderone, seguirono i classici giuramenti degli atleti e dei giudici. Il finale vide l'esecuzione del tradizionale brano musicale dell'Inno alla gioia di Ludwig van Beethoven e del brano Reach Out and Touch, eseguito da Vicki McClure.
Durante la cerimonia Etta James eseguì l'inno nazionale statunitense.

## Risultati

### Medagliere
Il medagliere ufficioso per nazioni vede l'assoluto primeggiare degli Stati Uniti: 83 medaglie d'oro (più 61 d'argento e 30 di bronzo) contro le 20 (più 16 d'argento e 17 di bronzo) della Romania, piazzata al secondo posto.
  Nazione ospitante 
| Pos. | Paese          | Oro | Argento | Bronzo | Totale |
| ---- | -------------- | --- | ------- | ------ | ------ |
| 1    | Stati Uniti    | 83  | 61      | 30     | 174    |
| 2    | Romania        | 20  | 16      | 17     | 53     |
| 3    | Germania Ovest | 17  | 19      | 23     | 59     |
| 4    | Cina           | 15  | 8       | 9      | 32     |
| 5    | Italia         | 14  | 6       | 12     | 32     |
| 6    | Canada         | 10  | 18      | 16     | 44     |
| 7    | Giappone       | 10  | 8       | 14     | 32     |
| 8    | Nuova Zelanda  | 8   | 1       | 2      | 11     |
| 9    | Jugoslavia     | 7   | 4       | 7      | 18     |
| 10   | Corea del Sud  | 6   | 6       | 7      | 19     |

### Protagonisti

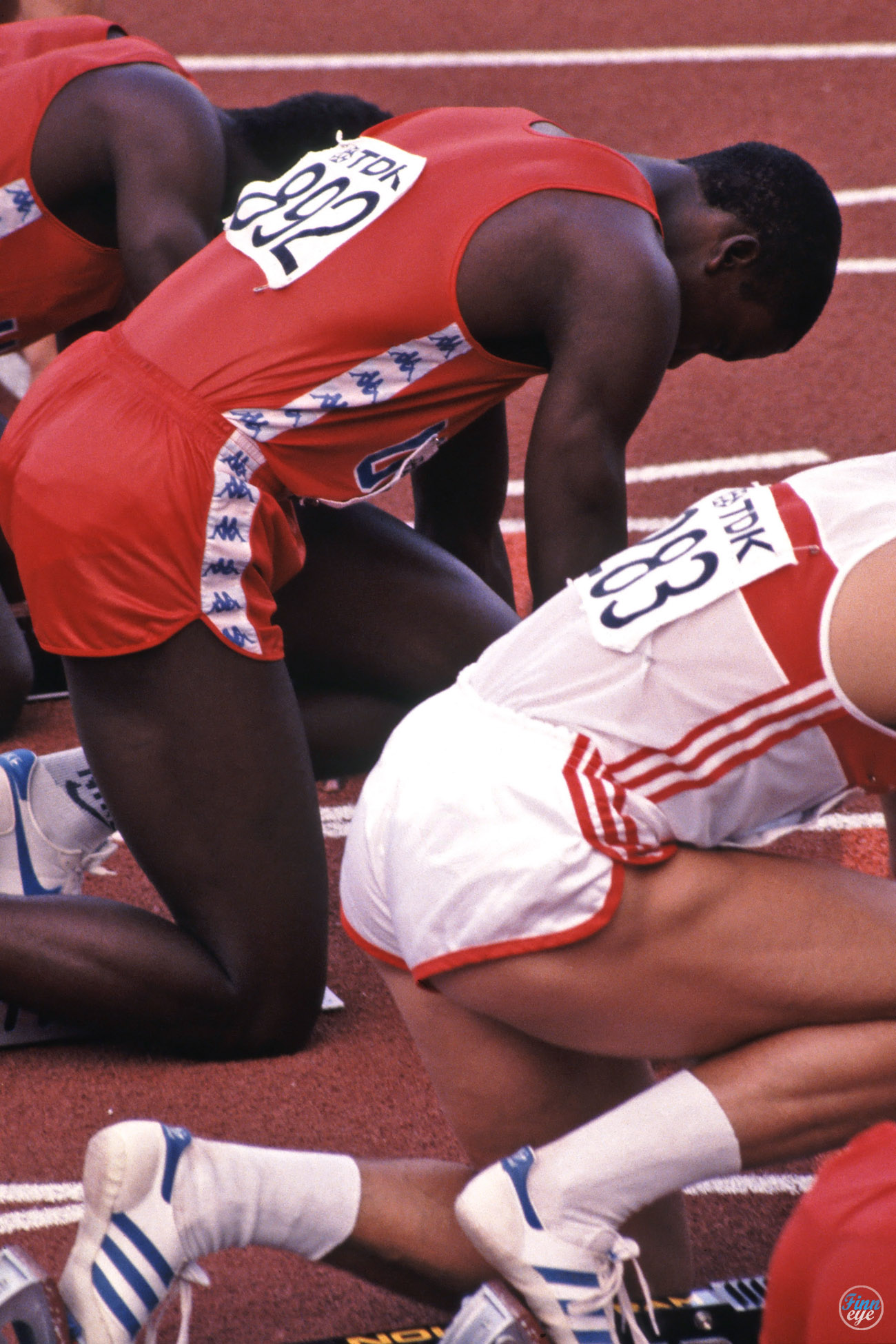
Carl Lewis (al centro)

L'assenza degli atleti dell'Est si fece sentire soprattutto nei salti e nei lanci dove in particolari specialità la scuola sovietica rappresentava il massimo livello. C'è da dire comunque che a Los Angeles l'atletica femminile poté vantare tre nuove gare: i 400 m ostacoli, i 3000 m piani e la maratona. Il pentathlon, con l'aggiunta di due prove, si trasformò in eptathlon. Ecco un sunto delle principali vittorie di questa olimpiade statunitense:
- Lo statunitense Carl Lewis rivive nel mito di Jesse Owens, ripetendo esattamente le sue stesse vittorie di Berlino 1936: 100 e 200 m piani, salto in lungo e staffetta 4x100 m. Per puro caso, entrambi gli atleti erano originari dell'Alabama ed entrambi avevano realizzato la loro memorabile impresa all'età di ventitré anni.
- Dal Marocco arrivano Saïd Aouita, che domina i 5000 m e Nawal El Moutawakel che è medaglia d'oro nei 400 m ostacoli, ed è soprattutto la prima donna di un paese arabo a salire sul gradino più alto del podio.
- Il portoghese Carlos Lopes diventa a 37 anni il più anziano vincitore di una maratona olimpica.
- Sebastian Coe vince i 1500 m ed è secondo negli 800 m mentre Edwin Moses conquista la seconda medaglia d'oro nei 400 ostacoli.
- Le americane di colore Valerie Brisco-Hooks e Evelyn Ashford dominano nei 200 e 400 m piani la prima e nei 100 m piani la seconda.
- Sara Simeoni, giunta alla quarta finale olimpica di salto in alto, si classifica seconda, superando la più che rispettabile misura di m 2.
- Alberto Cova conquista i 10000 metri piani. A Los Angeles l'atleta azzurro riconfermò la superiorità sugli avversari già precedentemente dimostrata agli Europei di Atene del 1982 e ai Mondiali di Helsinki dell'anno prima.
- Alessandro Andrei con la misura di 21,26 m, conquista il getto del peso.
- La mezzofondista veneta Gabriella Dorio è quarta negli 800 m e prima nei 1500 m. In aggiunta a questi successi l'Italia conquistò altri 3 bronzi nella regina degli sport.
- Notevole inoltre il successo della scherma azzurra, che torna sui suoi abituali livelli dopo la flessione di Mosca causata dal parziale boicottaggio. Sul podio del fioretto maschile troviamo Mauro Numa, primo e Stefano Cerioni terzo. Gli stessi Numa e Cerioni, insieme ad Andrea Borella, Andrea Cipressa e Angelo Scuri, vincono anche il fioretto a squadre. Oro anche per la squadra di sciabola, formata da Marco Marin, argento nell'individuale, Gianfranco Dalla Barba, Giovanni Scalzo, Ferdinando Meglio e Angelo Arcidiacono.
- Nel pentathlon moderno vediamo l'oro di Daniele Masala e il terzo posto di Carlo Massullo nell'individuale; vittoria schiacciante nella prova a squadre, con Masala, Massullo e Pierpaolo Cristofori.
- Nel tiro a volo Luciano Giovannetti vince il secondo oro consecutivo nella fossa olimpica, Edith Guffler è argento nella carabina ad aria compressa, Luca Scribani Rossi è bronzo nello skeet.
- Nella lotta greco-romana Vincenzo Maenza vince la medaglia d'oro nella categoria dei minimosca sconfiggendo in finale il tedesco Markus Scherer.
- Nel nuoto Il tedesco occidentale Michael Gross vince i 200 m stile libero e i 100 m farfalla. Stesso trionfo per il canadese Alex Baumann nei 200 e 400 m misti.
- Nei tuffi lo statunitense Greg Louganis vince l'oro sia nella piattaforma che nel trampolino.
- I francesi sconfiggono i brasiliani e vincono l'oro nel calcio mentre gli Stati Uniti vincono a sorpresa il primo posto nella pallavolo.